# إليزابيث دايلي
إليزابيث دايلي (بالإنجليزية: Elizabeth Daily) هي مغنية و ممثلة صوت وممثلة كوميدية أمريكية. ولدت في 11 من سبتمبر سنة 1961 بـمدينة لوس أنجلوس، ولاية كاليفورنيا، الولايات المتحدة.

## روابط خارجية
- إليزابيث دايلي على موقع IMDb (الإنجليزية)
- إليزابيث دايلي على موقع ميتاكريتيك (الإنجليزية)
- إليزابيث دايلي على موقع ميتاكريتيك (الإنجليزية)
- إليزابيث دايلي على موقع روتن توميتوز (الإنجليزية)
- إليزابيث دايلي على موقع ألو سيني (الفرنسية)
- إليزابيث دايلي على موقع ميوزك برينز (الإنجليزية)
- إليزابيث دايلي على موقع أول موفي (الإنجليزية)
- إليزابيث دايلي على موقع قاعدة بيانات الأفلام السويدية (السويدية)
- إليزابيث دايلي على موقع إن إن دي بي (الإنجليزية)
- إليزابيث دايلي على موقع أول ميوزيك (الإنجليزية)